# فريتز باش
فريتز باش (بالإنجليزية: Fritz Bach)‏ هو مدرس أمريكي، ولد في 5 أبريل 1934، وتوفي في 14 أغسطس 2011.